# Zmarli w roku 1942
Lista osób zmarłych w 1942:

## styczeń 1942
- 4 stycznia – Joan Vincent Murray, kanadyjsko-amerykańska poetka (ur. 1917)
- 5 stycznia – Tina Modotti, włoska aktorka teatralna i filmowa, fotografka (ur. 1896)
- 6 stycznia – Aleksandr Bielajew, rosyjski pisarz (ur. 1884)
- 8 stycznia – Joseph Franklin Rutherford, amerykański prawnik, kaznodzieja, prezes Towarzystwa Strażnica Świadków Jehowy (ur. 1869)
- 9 stycznia:
  - Kazimierz Grelewski, polski duchowny katolicki, męczennik, błogosławiony (ur. 1907)
  - Józef Pawłowski, polski duchowny katolicki, męczennik, błogosławiony (ur. 1890)
- 13 stycznia – Emil Szramek, polski duchowny katolicki, męczennik, błogosławiony (ur. 1887)
- 16 stycznia – Carole Lombard, amerykańska aktorka filmowa (ur. 1908)
- 22 stycznia – Xiao Hong, chińska pisarka (ur. 1911)

## luty 1942
- 2 lutego – Daniił Charms, rosyjski poeta awangardowy (ur. 1905)
- 7 lutego – Wojciech Nierychlewski, polski michalita, męczennik, błogosławiony katolicki (ur. 1903)
- 15 lutego – Marie Heiberg, estońska poetka (ur. 1890)
- 22 lutego:
  - Stefan Zweig, austriacki poeta, prozaik, dramaturg i tłumacz (ur. 1881)
  - Wiera Timanowa, rosyjska pianistka (ur. 1855)
- 28 lutego:
  - Karol Piórecki, polski oficer, kawaler Orderu Virtuti Militari (ur. 1884)
  - Tymoteusz Trojanowski, polski franciszkanin, męczennik, błogosławiony katolicki (ur. 1908)

## marzec 1942
- 1 marca – Ferdinand Albin Pax, niemiecki botanik związany z Uniwersytetem Wrocławskim (ur. 1858)
- 4 marca:
  - Mieczysław Bohatkiewicz, polski duchowny katolicki, męczennik, błogosławiony (ur. 1904)
  - Władysław Maćkowiak, polski duchowny katolicki, męczennik, błogosławiony (ur. 1910)
  - Stanisław Pyrtek, polski duchowny katolicki, męczennik, błogosławiony (ur. 1913)
- 6 marca – Konstanty Jabłoński, polski oficer, kawaler Orderu Virtuti Militari (ur. 1893)
- 8 marca – José Raúl Capablanca, kubański szachista, mistrz świata w szachach (ur. 1888)
- 12 marca – Robert Bosch, niemiecki inżynier, przemysłowiec (ur. 1861)
- 15 marca – Rachel Lyman Field, amerykańska pisarka i poetka (ur. 1894)
- 19 marca – Narcyz Turchan, polski franciszkanin, męczennik, błogosławiony (ur. 1879)
- 23 marca – Victor Margueritte, francuski powieściopisarz i dramaturg (ur. 1866)
- 28 marca – Miguel Hernández, hiszpański poeta i dramaturg (ur. 1910)

## kwiecień 1942
- 2 kwietnia – Édouard Estaunié, francuski pisarz i inżynier (ur. 1862)
- 3 kwietnia – Piotr Dańkowski, polski duchowny katolicki, męczennik, błogosławiony (ur. 1908)
- 10 kwietnia – Piotr Bonifacy Żukowski, polski franciszkanin, męczennik, błogosławiony katolicki (ur. 1913)
- 11 kwietnia – Symforian Ducki, polski franciszkanin, męczennik, błogosławiony katolicki (ur. 1888)
- 12 kwietnia – Szlama Ber Winer, polski Żyd, uciekinier z obozu zagłady w Chełmnie nad Nerem, autor pierwszej pisemnej relacji z obozu zagłady (ur. 1911)
- 13 kwietnia – Eugeniusz Nawroczyński, polski prawnik, nauczyciel, działacz endecki i oświatowy (ur. 1881)
- 15 kwietnia – Robert Musil, austriacki pisarz i krytyk teatralny (ur. 1880)
- 17 kwietnia – Jean Baptiste Perrin, francuski fizyk, laureat Nagrody Nobla (ur. 1870)
- 24 kwietnia – Lucy Maud Montgomery, kanadyjska pisarka, autorka m.in. cyklu powieściowego Ania z Zielonego Wzgórza (ur. 1874)
- 29 kwietnia – Alojzy Wojtalewicz, polski urzędnik, działacz narodowy (ur. 1892)[1]

## maj 1942
- 4 maja – Józef Czempiel, polski duchowny katolicki, męczennik, błogosławiony (ur. 1883)
- 6 maja – Kazimierz Gostyński, ksiądz, pedagog, opiekun harcerstwa, błogosławiony Kościoła katolickiego (ur. 1884)
- 8 maja – Stanisław Rochowiak, polski urzędnik, działacz robotniczy i sportowy (ur. 1899)[2]
- 11 maja – Sakutarō Hagiwara, japoński poeta, eseista i teoretyk literatury (ur. 1886)
- 16 maja:
  - Bronisław Malinowski, polski podróżnik i antropolog (ur. 1884)
  - Michał Woźniak, polski duchowny katolicki, męczennik, błogosławiony (ur. 1875)
- 18 maja:
  - Stanisław Kubski, polski duchowny katolicki, męczennik, błogosławiony (ur. 1876)
  - Marcin Oprządek, polski franciszkanin (brat zakonny), męczennik, błogosławiony katolicki (ur. 1884)
- 20 maja – Nini Roll Anker, norweska pisarka (ur. 1873)
- 23 maja – Henrik Agersborg, norweski żeglarz, medalista olimpijski (ur. 1872)
- 27 maja:
  - Chen Duxiu, chiński polityk i publicysta, pierwszy przywódca Komunistycznej Partii Chin (ur. 1879)
  - Adam Gadomski, polski geograf, geolog, taternik (ur. 1894)
  - Ludwik Puget, polski rzeźbiarz, malarz i historyk sztuki (ur. 1877)
- 29 maja – Akiko Yosano, japońska pisarka, poetka, pionierka feminizmu (ur. 1878)
- 30 maja – Carl Thaulow, norweski żeglarz, medalista olimpijski (ur. 1875)

## czerwiec 1942
- 3 czerwca – Bengt Heyman, szwedzki żeglarz, medalista olimpijski (ur. 1883)
- 4 czerwca:
  - Mordechaj Gebirtig, ludowy poeta i pieśniarz żydowski, z zawodu stolarz (ur. 1877)
  - Reinhard Heydrich, SS-Obergruppenführer, szef Głównego Urzędu Bezpieczeństwa Rzeszy, zastępca Protektora Czech i Moraw (ur. 1904)
  - Antoni Zawistowski, polski duchowny katolicki, męczennik, błogosławiony (ur. 1882)
- 6 czerwca – George Andrew Reisner, amerykański archeolog (ur. 1867)
- 24 czerwca – Maksymilian Binkiewicz, polski duchowny katolicki, męczennik, błogosławiony (ur. 1908)
- 26 czerwca – Stanisław Skarżyński, pierwszy polski pilot, który przeleciał Atlantyk (ur. 1899)
- 30 czerwca – Léon Daudet, francuski dziennikarz, pisarz i przedstawiciel nacjonalizmu integralnego (ur. 1867)

## lipiec 1942
- 1 lipca:
  - Jan Nepomucen Chrzan, polski duchowny katolicki, męczennik, błogosławiony (ur. 1885)
  - Bolesław Wieniawa-Długoszowski, polski generał i dyplomata, adiutant Józefa Piłsudskiego (ur. 1881)
- 4 lipca – Józef Kowalski, polski salezjanin, męczennik, błogosławiony katolicki (ur. 1911)
- 7 lipca – Ludwik Pudło, polski działacz społeczno-polityczny, przedwojenny burmistrz Żelechowa (ur. 1893)
- 9 lipca:
  - Fidelis Chojnacki, polski kapucyn, męczennik, błogosławiony katolicki (ur. 1906)
  - Paulina od Serca Jezusa, włoska zakonnica działająca w Brazylii, założycielka Małych Sióstr Niepokalanego Poczęcia, święta katolicka (ur. 1865)
- 23 lipca – Krystyn Gondek, polski błogosławiony, męczennik II wojny światowej (ur. 1909)
- 26 lipca:
  - Roberto Arlt, argentyński pisarz (ur. 1900)
  - Tytus Brandsma, holenderski zakonnik, męczennik, błogosławiony katolicki (ur. 1881)
- 28 lipca – William Flinders Petrie, brytyjski archeolog i egiptolog (ur. 1853)
- 29 lipca – Wojciech Kossak, polski malarz batalista (ur. 1856)
- 30 lipca – Leopold Mandić, kapucyn, święty katolicki (ur. 1866)
- 31 lipca – Michał Oziębłowski, polski duchowny katolicki, męczennik, błogosławiony (ur. 1900)

## sierpień 1942
- 1 sierpnia:
  - Gerhard Hirschfelder, niemiecki duchowny katolicki, męczennik, błogosławiony (ur. 1907)
  - Aleksy Sobaszek – polski duchowny, błogosławiony Kościoła rzymskokatolickiego (ur. 1895)
- 3 sierpnia – Richard Willstätter, niemiecki chemik, laureat Nagrody Nobla (ur. 1872)
- 4 sierpnia – Henryk Krzysztofik, polski kapucyn, męczennik, błogosławiony katolicki (ur. 1908)
- 5 sierpnia (prawdopodobnie) – Janusz Korczak, polski pisarz (ur. 1878)
- 6 sierpnia – Roman Kramsztyk, polski malarz żydowskiego pochodzenia (ur. 1885)
- 9 sierpnia:
  - Lisamaria Meirowsky, niemiecka lekarka, tercjarka dominikańska (ur. 1904)
  - Edith Stein, znana jako św. Teresa Benedykta od Krzyża – filozof, święta katolicka (ur. 1891)
- 10 sierpnia:
  - Edward Detkens, polski duchowny katolicki, męczennik, błogosławiony (ur. 1885)
  - Edward Grzymała, polski duchowny katolicki, męczennik, błogosławiony (ur. 1906)
  - Rudolf Patoczka, pułkownik artylerii Wojska Polskiego (ur. 1882)
- 12 sierpnia:
  - Jan Spilka, podpułkownik artylerii Wojska Polskiego, kawaler Orderu Virtuti Militari (ur. 1885)
  - Florian Stępniak, polski kapucyn, męczennik, błogosławiony katolicki (ur. 1912)
  - Józef Straszewski, polski duchowny katolicki, męczennik, błogosławiony (ur. 1885)
- 17 sierpnia:
  - Herman Auerbach, polski matematyk, przedstawiciel lwowskiej szkoły matematycznej (ur. 1903)
  - Irène Némirovsky, francuskojęzyczna pisarka (ur. 1903)
- 20 sierpnia:
  - Georg Häfner, niemiecki duchowny katolicki, męczennik, błogosławiony (ur. 1900)
  - Władysław Mączkowski, polski duchowny katolicki, męczennik, błogosławiony (ur. 1911)
- 21 sierpnia:
  - Stanisław Dubois, polski działacz socjalistyczny (PPS) (ur. 1901)
  - Harry King Goode, angielski pilot myśliwski (ur. 1892)
  - Brunon Zembol, polski franciszkanin, męczennik, błogosławiony katolicki (ur. 1905)
- 22 sierpnia – Alice Duer Miller, amerykańska prozaiczka, poetka i dramatopisarka (ur. 1874)
- 24 sierpnia – zgilotynowani wychowankowie salezjanów z Poznańskiej Piątki:
  - Czesław Jóźwiak, męczennik, błogosławiony katolicki (ur. 1919)
  - Edward Kaźmierski, męczennik, błogosławiony katolicki (ur. 1919)
  - Edward Klinik, męczennik, błogosławiony katolicki (ur. 1919)
  - Franciszek Kęsy, męczennik, błogosławiony katolicki (ur. 1920)
  - Jarogniew Wojciechowski, męczennik, błogosławiony katolicki (ur. 1922)
- 26 sierpnia – Marcin Pasierb, major piechoty Wojska Polskiego (ur. 1896)
- 27 sierpnia:
  - Marian Bełc, polski podporucznik pilot (ur. 1914)
  - Lew Nussimbaum, niemiecki pisarz, dziennikarz i orientalista żydowskiego pochodzenia (ur. 1905)
  - Camillo Perini, włoski pilot, pułkownik Wojska Polskiego (ur. 1887)
- 29 sierpnia:
  - Dominik Jędrzejewski, polski duchowny katolicki, męczennik, błogosławiony (ur. 1886)
  - Sancja Szymkowiak, polska serafitka, błogosławiona katolicka (ur. 1910)
- 31 sierpnia – Stanisław Sokołowski, pionier polskiego leśnictwa, rzecznik utworzenia Tatrzańskiego Parku Narodowego (ur. 1865)

## wrzesień 1942
- 4 września – Zsigmond Móricz, węgierski pisarz (ur. 1879)
- 8 września – Adam Bargielski, polski duchowny, męczennik i błogosławiony Kościoła rzymskokatolickiego, zamordowany w obozie Dachau (KL) (ur. 1903)
- 13 września – Franciszek Drzewiecki, polski orionista, męczennik, błogosławiony katolicki (ur. 1908)
- 14 września – Amelia Rotter-Jarnińska, aktorka polska (ur. 1879)
- 18 września – Józef Kut, polski duchowny katolicki, męczennik, błogosławiony (ur. 1905)
- 27 września – Bronisław Kostkowski, polski kleryk, męczennik, błogosławiony katolicki (ur. 1915)
- październik – Heinrich Steinitz, austriacki adwokat, pisarz i działacz socjalistyczny, zginął w obozie Auschwitz (ur. 1879)

## październik 1942
- 1 października – Antoni Rewera, polski ksiądz, męczennik, błogosławiony katolicki (ur. 1869)
- 2 października:
  - Maria Antonina Kratochwil, polska zakonnica, męczennica, błogosławiona katolicka (ur. 1881)
  - o. Pius Antoni Przeździecki OSPPE, w latach 1931 – 1942 Generał Zakonu św. Pawła Pierwszego Pustelnika (ur. 1865)
- 9 października – Símun av Skarði, farerski poeta, polityk i nauczyciel, twórca Hymnu Wysp Owczych (ur. 1872)
- 11 października – Leonid Nikołajew, rosyjski pianista, kompozytor i pedagog (ur. 1878)
- 12 października – Roman Sitko, polski duchowny katolicki, męczennik, błogosławiony (ur. 1880)
- 15 października – Władysław Miegoń, polski duchowny katolicki, męczennik, błogosławiony (ur. 1892)
- 16 października – Antoni Dobiszewski, słynny polski nauczyciel konspiracyjny z czasów wojny, stracony przez hitlerowców po wykryciu działalności; patron XLIV Liceum Ogólnokształcącego w Warszawie (ur. 1895)
- 25 października:
  - Szemarja Gorelik, żydowski pisarz, dziennikarz i publicysta piszący w jidysz i hebrajskim (ur. 1877)
  - Zygmunt Vetulani, polski ekonomista, dyplomata, urzędnik konsularny (ur. 1894)
- 30 października – Stanisław Mysakowski, polski duchowny katolicki, męczennik, błogosławiony (ur. 1896)

## listopad 1942
- 1 listopada:
  - Ernest Cieślewski, polski pilot, podpułkownik (ur. 1886)
  - Józef Kubis, niemiecki duchowny rzymskokatolicki (ur. 1867)[3]
- 2 listopada – Maria Pigłowska, działaczka niepodległościowa, odznaczona Orderem Virtuti Militari (ur. 1876)
- 3 listopada – Carl Sternheim, niemiecki pisarz (ur. 1878)
- 15 listopada:
  - Annemarie Schwarzenbach, szwajcarska pisarka i dziennikarka (ur. 1908)
  - Erik Severin, szwedzki curler (ur. 1879)
- 16 listopada – Józef Nieborowski, polski duchowny rzymskokatolicki, misjonarz (ur. 1866)[4]
- 19 listopada – Bruno Schulz, polski prozaik, krytyk literacki, grafik i rysownik (ur. 1892)
- 23 listopada:
  - Stanisław Saks, polski matematyk, przedstawiciel lwowskiej szkoły matematycznej (ur. 1897)
  - Stanisław Zaremba, polski matematyk, przedstawiciel krakowskiej szkoły matematycznej (ur. 1863)
- 24 listopada – Julia Habryka, polska działaczka społeczna i socjalistyczna (ur. 1896)[5]
- 26 listopada – Ignacy Fik, polski pisarz, poeta i działacz polityczny, rozstrzelany (ur. 1904)

## grudzień 1942
- 3 grudnia: 
  - Joachim Gürtler, polski kleryk rzymskokatolicki (ur. 1918)[6]
  - Stanisław Jaster, żołnierz Legionów Polskich, major WP, kawaler orderu Virtuti Militari (ur. 1892)
- 5 grudnia – Narcyz Putz, polski duchowny katolicki, męczennik, błogosławiony (ur. 1877)
- 6 grudnia – Grzegorz Peradze, gruziński duchowny, święty prawosławny, teolog, zabity w obozie Auschwitz (ur. 1899)
- 8 grudnia – Ragnar Gripe, szwedzki żeglarz, olimpijczyk (ur. 1883)
- 12 grudnia – Awraham Stern, żydowski poeta (ur. 1907)
- 14 grudnia:
  - Antoni Kasztelan, polski kapitan, oficer kontrwywiadu (ur. 1896)
  - Ture Ödlund, szwedzki curler (ur. 1894)
- 17 grudnia – Stanisław Kołodziej, Sługa Boży Kościoła katolickiego, polski ksiądz, męczennik, zabity w obozie KL Dachau (ur. 1907)
- 19 grudnia – rozstrzelani przez hitlerowców na Górze Pietralewickiej:
  - Maria Ewa od Opatrzności (Bogumiła Noiszewska), polska niepokalanka, męczennica, błogosławiona katolicka (ur. 1885)
  - Adam Sztark, pierwszy polski jezuita odznaczony medalem Sprawiedliwy wśród Narodów Świata (ur. 1907)
  - Maria Marta (Kazimiera Wołowska), polska niepokalanka, męczennica, błogosławiona katolicka (ur. 1879)
- 21 grudnia – Franz Boas, amerykański antropolog i językoznawca (ur. 1858)
- 23 grudnia – Konstantin Balmont, rosyjski poeta symbolista (ur. 1867)
- 24 grudnia – Oskar Veldeman, estoński skoczek narciarski (ur. 1912)
- 25 grudnia – Odo Feliks Kazimierz Bujwid, pierwszy polski bakteriolog, pionier higieny i profilaktyki lecznictwa, jeden z pierwszych polskich naukowców zajmujących się wytwórczością szczepionek leczniczych (ur. 1857)
- 28 grudnia – Wacław Makowski, polski prawnik, polityk, minister, marszałek Sejmu RP (ur. 1880)
- 29 grudnia lub 31 grudnia – Bolesław Mołojec, polski działacz komunistyczny, członek „trójki kierowniczej” PPR, oskarżany o zorganizowanie zamachu na Marcelego Nowotkę (ur. 1909)
- 31 grudnia – Henryk Weiss, polski oficer, kawaler Orderu Virtuti Militari (ur. 1882)
- data dzienna nieznana: 
  - Julia Acker, polska malarka pochodzenia żydowskiego (ur. 1898)
  - Aleksander Marten, polski aktor filmowy i teatralny oraz reżyser filmowy (ur. 1898) (zm. – dokładna data nieznana)